# Skrzynki Duże (jezioro w woj. wielkopolskim)
Skrzynki Duże – jezioro w woj. wielkopolskim, w pow. poznańskim, w gminie Kórnik, leżące na Równinie Wrzesińskiej. Jest otoczone polami uprawnymi i lasem. Dostępne dla wędkarzy i żeglarzy. Pomiędzy jeziorem Skrzynki Duże a Jeziorem Kórnickim zbudowana została przeprawa o wysokości ok. 1,5 metra dla łodzi i rowerów wodnych.

## Dane morfometryczne
Powierzchnia zwierciadła wody według różnych źródeł wynosi od 75,0 ha do 91,5 ha. 
Zwierciadło wody położone jest na wysokości 64,0 m n.p.m. lub 65,2 m n.p.m. Średnia głębokość jeziora wynosi 3,4 m, natomiast głębokość maksymalna – 6,5 m.
W oparciu o badania przeprowadzone w 1996 roku wody jeziora zaliczono do wód pozaklasowych.

## Hydronimia
Według urzędowego spisu opracowanego przez Komisję Nazw Miejscowości i Obiektów Fizjograficznych (KNMiOF) nazwa tego jeziora to Skrzynki Duże. W różnych publikacjach i na mapach topograficznych jezioro to występuje pod nazwą Skrzyneckie Duże.